# Krnja Jela (Czarnogóra)
Krnja Jela (cyr. Крња Јела) – wieś w Czarnogórze, w gminie Šavnik. W 2011 roku liczyła 32 mieszkańców.